# Doktor der Naturwissenschaften
Doktor der Naturwissenschaften (Deutschland und Österreich: Dr. rer. nat. für lateinisch doctor rerum naturalium oder Dr. phil. nat. für lateinisch doctor philosophiae naturalis; in englischer Schreibung RNDr, nachgestellt; Schweiz: Dr. sc. nat. für lateinisch doctor scientiarum naturalium oder Dr. phil. nat. wie in Deutschland und Österreich) ist ein akademischer Grad.

## Beschreibung
Der Grad wird nach erfolgreicher Promotion in den naturwissenschaftlichen Fächern Biologie, Chemie, Pharmazie, Physik, Psychologie, Mathematik, Informatik, Geographie oder Geologie in Deutschland ausschließlich durch Universitäten und Technische Hochschulen mit Promotionsrecht verliehen. Die exakten Erfordernisse für eine erfolgreiche Promotion sind je nach Hochschule unterschiedlich und in den jeweiligen Prüfungsordnungen der Hochschulen bzw. Fakultäten festgelegt.
In den entsprechenden Fakultäten können nach unterschiedlichen Kriterien verschiedene Doktorgrade vergeben werden. Beispielsweise verleiht die Fakultät für Informatik des Karlsruher Instituts für Technologie oder der Ruhr-Universität Bochum sowohl den Dr. rer. nat. als auch den Dr.-Ing. Ersterer wird typischerweise für Arbeiten auf dem Gebiet der theoretischen Informatik, letzterer auf dem Gebiet der praktischen Informatik verliehen. Der Doktorgrad basiert typischerweise auf einer oft drei- bis siebenjährigen Forschungstätigkeit in einem dieser Fachgebiete mit anschließender Anfertigung der Dissertation (Doktorarbeit) und mündlicher Prüfung (Verteidigung). Die Dissertation besteht in der Regel aus einer Monographie, in der die Forschungstätigkeit und deren Ergebnisse beschrieben werden. In jüngster Zeit kann an einigen Universitäten anstelle der Monographie auch eine kumulative Dissertation eingereicht werden, die neben einer Einleitung und Diskussion aus einer Sammlung von thematisch zusammenhängenden Fachartikeln besteht, die einen Peer-Review-Prozess durchlaufen haben und bereits in (meist englischsprachigen) wissenschaftlichen Fachzeitschriften veröffentlicht wurden. In der mündlichen Prüfung verteidigt der Doktorand seine Dissertation in einem Promotionskolloquium vor einem Promotionskomitee. Abhängig von der Promotionsordnung und dem Werdegang des Doktoranden kann die mündliche Prüfung auch stattdessen aus einem Rigorosum bestehen.
An der Universität Frankfurt am Main wird in den MINT-Fächern Physik sowie Biochemie, Chemie und Pharmazie der Grad Dr. phil. nat. vergeben. In Psychologie, Sportwissenschaften, Geowissenschaften/Geographie, Informatik, Mathematik und den Biowissenschaften wird hingegen weiterhin der Dr. rer. nat. vergeben.
In Österreich wird er als Abschluss an einer naturwissenschaftlichen Fakultät nur von den öffentlichen (staatlichen) Universitäten vergeben. Hier gibt es auch den akademischen Grad Dr. nat. techn. Doktor der Bodenkultur der Universität für Bodenkultur Wien und die entsprechenden akademischen Grade Bakk. rer. nat. und Mag. rer. nat. Private Hochschulen vergeben den akademischen Grad nicht.